# 兵庫県道64号相生停車場線
兵庫県道64号相生停車場線（ひょうごけんどう64ごう あいおいていしゃじょうせん）は、兵庫県相生市のJR相生駅から相生市旭1丁目を結ぶ県道（主要地方道）である。

## 概要

### 路線データ
- 起点：相生市本郷町・JR相生駅（相生駅南口ロータリー）
- 終点：相生市旭1丁目（ポート公園前交差点、国道250号交点）
- 総延長：約1.795 km

## 歴史
- 1993年（平成5年）5月11日 - 建設省から、県道相生停車場線が相生停車場線として主要地方道に指定される[1]。

## 地理

### 通過する自治体
- 相生市

### 交差する道路
- 兵庫県道121号たつの相生線（相生市垣内町・新境橋交差点）
- 国道250号（相生市旭1丁目・ポート公園前交差点、終点）